# Sindicato Andaluz de Trabajadores
Sindicato Andaluz de Trabajadores (SAT) Andaluzyjski Związek Zawodowy Pracowników i Pracownic to andaluzyjski związek zawodowy o profilu lewicowym, utworzony w Sewilli 23 września 2007 roku.
Związek powstał z połączenia z połączenia kilku organizacji andaluzyjskich, takich jak Aljarafel, Autonomía Obrera, Foro Sindical Andaluz (później usunięty z SAT) i Sindicato de Obreros del Campo.

## Charakter polityczny
SAT opisuje się jako związek zawodowy o charakterze klasowym, alternatywnym, antykapitalistycznym, oddolnie demokratycznym, międzynarodowy, antypatriarchalnym, republikański i lewicowy i stosujący akcję bezpośrednią. Stanowi on istotny element andaluzyjskiej antykapitalistycznej i radykalnej lewicy. Z powodu swojej niezależności i radykalnych działań stał się głównym wrogiem pracodawców oraz rządzącej partii PSOE.

## Działania
SAT słynie z radykalnych działań, takich jak: wywłaszczanie supermarketów, zajmowanie ziemi, terenów, fabryk i banków.